# Eusphaeropeltis raapi
Eusphaeropeltis raapi är en skalbaggsart som beskrevs av Raffaello Gestro 1899. Eusphaeropeltis raapi ingår i släktet Eusphaeropeltis och familjen Hybosoridae. Inga underarter finns listade i Catalogue of Life.